# The Monthly Register
The Monthly Register and encyclopedian magazine est un périodique britannique publié de 1802 à 1803.

## Historique
The Monthly Register a été publié par Charles et John Wyatt et édité par John Dyer Collier (1762-1825), le père de John Payne Collier (en). L'essai d'Henry Crabb Robinson (en) sur Emmanuel Kant - l'une des premières études sur Kant parue en Angleterre - y a été publié.

## Sources
- (en) Cet article est partiellement ou en totalité issu de l’article de Wikipédia en anglais intitulé « The Monthly Register » (voir la liste des auteurs).